# Bitwa pod Pjongjangiem
Bitwa pod Pjongjangiem – druga co do wielkości bitwa lądowa w trakcie wojny chińsko-japońskiej. Starcie rozegrało się pomiędzy armią japońską a chińską. Siły chińskie liczyły od 13 do 15 tys. żołnierzy armii Beiyang, która przybyła do Pjongjangu 4 sierpnia 1894 roku.

## Bitwa
Około 10 tys. żołnierzy japońskich, wchodzących w skład 5. Dywizji Piechoty, dowodzonej przez Michitsura Nozu oraz 3. Dywizji Piechoty pod dowództwem Tarō Katsury, wylądowały 12 czerwca pod Inchon, nie napotykając na żaden opór. Po wyruszeniu na południe i zwycięstwie w bitwie pod Seonghwanem, 29 lipca, armia japońska wyruszyła w kierunku Pjongjangu.
Japońska armia dotarła do miasta 15 września 1894 roku. Rankiem tego samego dnia Japończycy zaatakowali od strony północnej i południowego wschodu, gdzie umocnienia były najsłabsze. Mimo że Chińczycy byli dobrze umocnieni, niespodziewany atak z flanki, spowodował wśród chińskich oddziałów spore straty oraz utratę kluczowych pozycji. O 16:30 garnizon miasta wywiesił białą flagę oznaczającą poddanie się. W nocy, wykorzystując ciemność oraz silny deszcz, części garnizonu, która nie odniosła ran w czasie bitwy, udało się uciec w kierunku miasta Wiju.
Straty chińskie wyniosły 2 tys. zabitych oraz 4 tys. rannych. Straty Japończyków były znacznie mniejsze i wyniosły 102 zabitych, 433 rannych oraz 33 zaginionych. Japończycy wkroczyli do Pjongjangu 16 września o świcie.

## Po bitwie
Po bitwie nastąpiła zmiana na stanowisku dowódcy japońskiej 1. Armii. Ze względów zdrowotnych generał Aritomo Yamagata musiał zrezygnować i zastąpił go generał Yasukata Oku. Po bitwie Japończycy ruszyli na północ w kierunku rzeki Jalu, nie napotykając na żaden opór. Chińczycy (podobnie jak Rosjanie 10 lat później w trakcie wojny rosyjsko-japońskiej) zdecydowali się na obronę północnej części Korei wzdłuż ławicy na rzece Yalu.